# Ewa Stachniak
Ewa Stachniak (ur. 27 listopada 1952 we Wrocławiu) – polska filolog angielska, nauczyciel akademicki, pisarka (anglojęzyczna); od 1981 mieszka w Kanadzie.

## Życiorys
Jest córką profesor Anny Jerzmańskiej. W 1971 r. ukończyła IX Liceum Ogólnokształcące im. Juliusza Słowackiego we Wrocławiu. Jest absolwentką filologii angielskiej na Uniwersytecie Wrocławskim. W latach 1975-1981 była wykładowczynią na wrocławskiej anglistyce. Od 1981 r. mieszka w Kanadzie, dokąd wyjechała na stypendium doktoranckie Uniwersytetu McGilla w Montrealu. W latach 1984–1986 pracowała jako dziennikarka sekcji polskiej kanadyjskiego radia RCI (Radio Canada International) w Montrealu. Doktorat poświęcony twórczości Stefana Themersona, polskiego pisarza piszącego w Londynie po angielsku, obroniła w 1988 na anglistyce McGill. W latach 1988-2008 wykładała komunikację interkulturową w Sheridan College (Oakville, Ontario)

## Twórczość
Zadebiutowała w roku 1994 opowiadaniem Marble Heroes na łamach Antigonish Review. W roku 2000 za powieść Necessary Lies (Konieczne kłamstwa) otrzymała nagrodę dla najlepszej debiutanckiej kanadyjskiej powieści (Books in Canada First Novel Award). Druga powieść, Garden of Venus (Ogród Afrodyty), oparta jest na motywach z życia Zofii Potockiej, żony Szczęsnego Potockiego. Powieść ukazała się w Kanadzie, Anglii, Australii, Nowej Zelandii, Grecji, Hiszpanii, we Włoszech, w Brazylii, Serbii, Polsce i na Ukrainie. Trzecia powieść, Dysonans, ukazała się dotychczas tylko w języku polskim. Powieść, Katarzyna Wielka. Gra o władzę, znalazła się na liście bestsellerów kanadyjskiego dziennika The Globe and Mail.

## Nagrody
- 2000 Najlepszy debiut powieściowy w Kanadzie (Amazon.com/Books in Canada First Novel Award) za Necessary Lies (Konieczne kłamstwa).

## Publikacje
- Necessary Lies (2000, polskie wydanie: Konieczne kłamstwa, tłum. Katarzyna Bogucka-Krentz, Wydawnictwo Książkowe Twój Styl, 2004).
- Garden of Venus (2005, polskie wydanie: Ogród Afrodyty, tłum. Bożenna Stokłosa, Świat Książki 2005; II wydanie: Znak Literanova 2013).
- Dysonans (tłum. Anna Przedpełska-Trzeciakowska, Świat Książki, 2009).
- The Winter Palace (2012, polskie wydanie: Katarzyna Wielka. Gra o władzę, tłum. Ewa Rajewska, Znak Literanova 2012).
- The Chosen Maiden (2017, wyd. Doubleday Kanada, polskie wydanie: Bogini tańca, tłum. Nina Dzierżawska, Znak Literanova 2017, ISBN 978-83-240-3755-1).